# Sylvie Dufour
Sylvie Dufour est une athlète suisse née le 24 janvier 1979.
Elle comptabilise plus de 20 titres de championne de Suisse en heptathlon et en disciplines individuelles en salle et en plein air et se qualifie pour les Championnats du monde d'athlétisme 2007 à Osaka.

## Records personnels
- 100 mètres haies: 13,74 secondes
- Hauteur: 1 mètre 78
- Poids: 13,99 mètres
- 200 mètres: 24,58 secondes
- Longueur: 6,05 mètres
- Javelot: 48,74 mètres
- 800 mètres: 2 minutes 12,27 secondes